# Rudersdorf, Sömmerda
Rudersdorf là một đô thị thuộc huyện Sömmerda trong bang Thüringen, nước Đức. Đô thị này có diện tích 7,76 km², dân số thời điểm 31 tháng 12 năm 2006 là 390 người.